# Diplodactylidae
Diplodactylidae Underwood, 1954 è una famiglia di sauri dell'infraordine Gekkota la cui diffusione è limitata all'Oceania.

## Tassonomia
In passato questo raggruppamento era considerato come sottofamiglia (Diplodactylinae) della famiglia Gekkonidae.
Comprende i seguenti generi:
- Amalosia Wells & Wellington, 1983
- Bavayia Roux, 1913
- Correlophus Guichenot, 1866
- Crenadactylus Storr, 1978
- Dactylocnemis Fitzinger, 1861
- Dierogekko Bauer, Jackman, Sadlier & Whitaker, 2006
- Diplodactylus Gray, 1832
- Eurydactylodes Wermuth, 1965
- Hesperoedura Oliver, Bauer, Greenbaum, Jackman & Hobbie, 2012[2][3]
- Hoplodactylus Fitzinger, 1843
- Lucasium Wermuth, 1965
- Mniarogekko Bauer, Whitaker, Sadlier & Jackman, 2012
- Mokopirirakau Nielsen, Bauer, Jackman, Hitchmough & Daugherty, 2011
- Naultinus Gray, 1842
- Nebulifera Oliver, Bauer, Greenbaum, Jackman & Hobbie, 2012[3]
- Oedodera Bauer, Jackman, Sadlier & Whithaker, 2006
- Oedura Gray, 1842
- Paniegekko Bauer, Jackman, Sadlier & Whitaker, 2012
- Pseudothecadactylus Brongersma, 1936
- Rhacodactylus Fitzinger, 1843
- Rhynchoedura Günther, 1867
- Strophurus Fitzinger, 1843
- Toropuku Nielsen, Bauer, Jackman, Hitchmough & Daugherty, 2011
- Tukutuku Nielsen, Bauer, Jackman, Hitchmough & Daugherty, 2011
- Woodworthia Garman, 1901

### Alcune specie

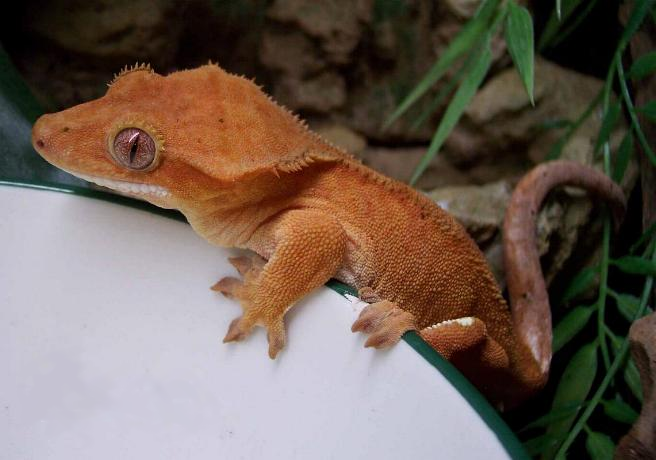
Correlophus ciliatus
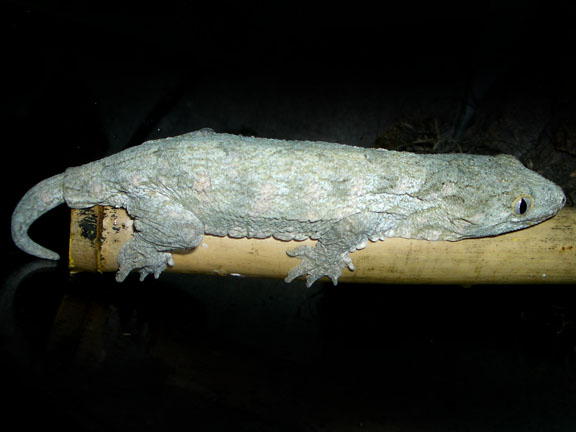
Rhacodactylus leachianus